# Ozzy (filme)
Ozzy (bra: As Aventuras de Ozzy) é um filme de comédia de animação hispano-canadense de 2016.

## Elenco
- Guillermo Romero como Ozzy
- Dani Rovira como Fronki
- José Mota como Vito
- Carlos Areces como Sr. Robbins
- Michelle Jenner como Paula
- Fernardo Tejero como Radar
- Juan Fernández como Decker
- Elsa Pataky como Madden
- Pablo Espinosa como Mike
- Selu Nieto como Dominic